# لوح تلبيس
لوح التلبيس تلبيسة خشبية للمبنى على شكل ألواح أفقية يغلب أن تكون متداخلة.

## الصور

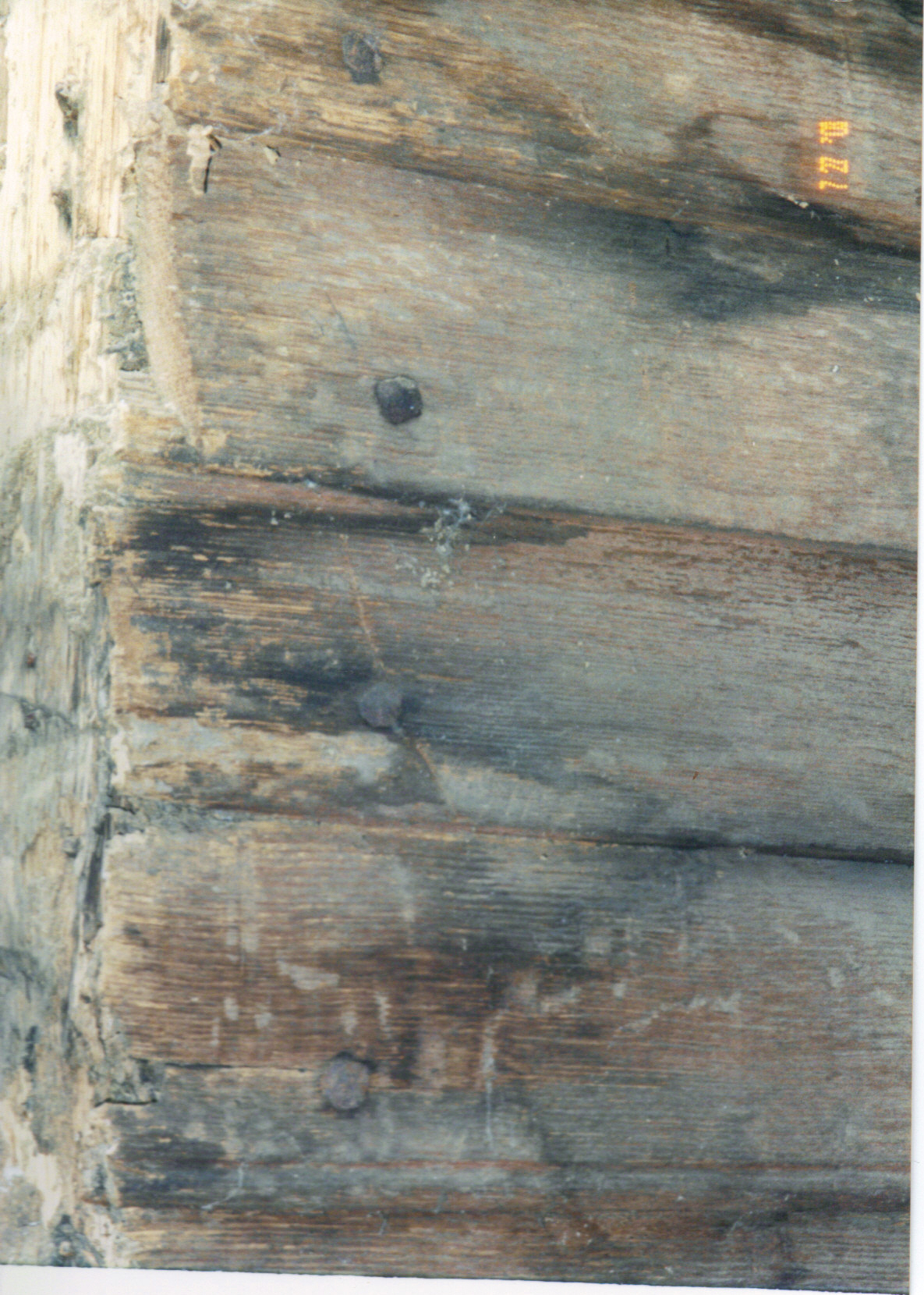
لوح تلبيس من البلوط
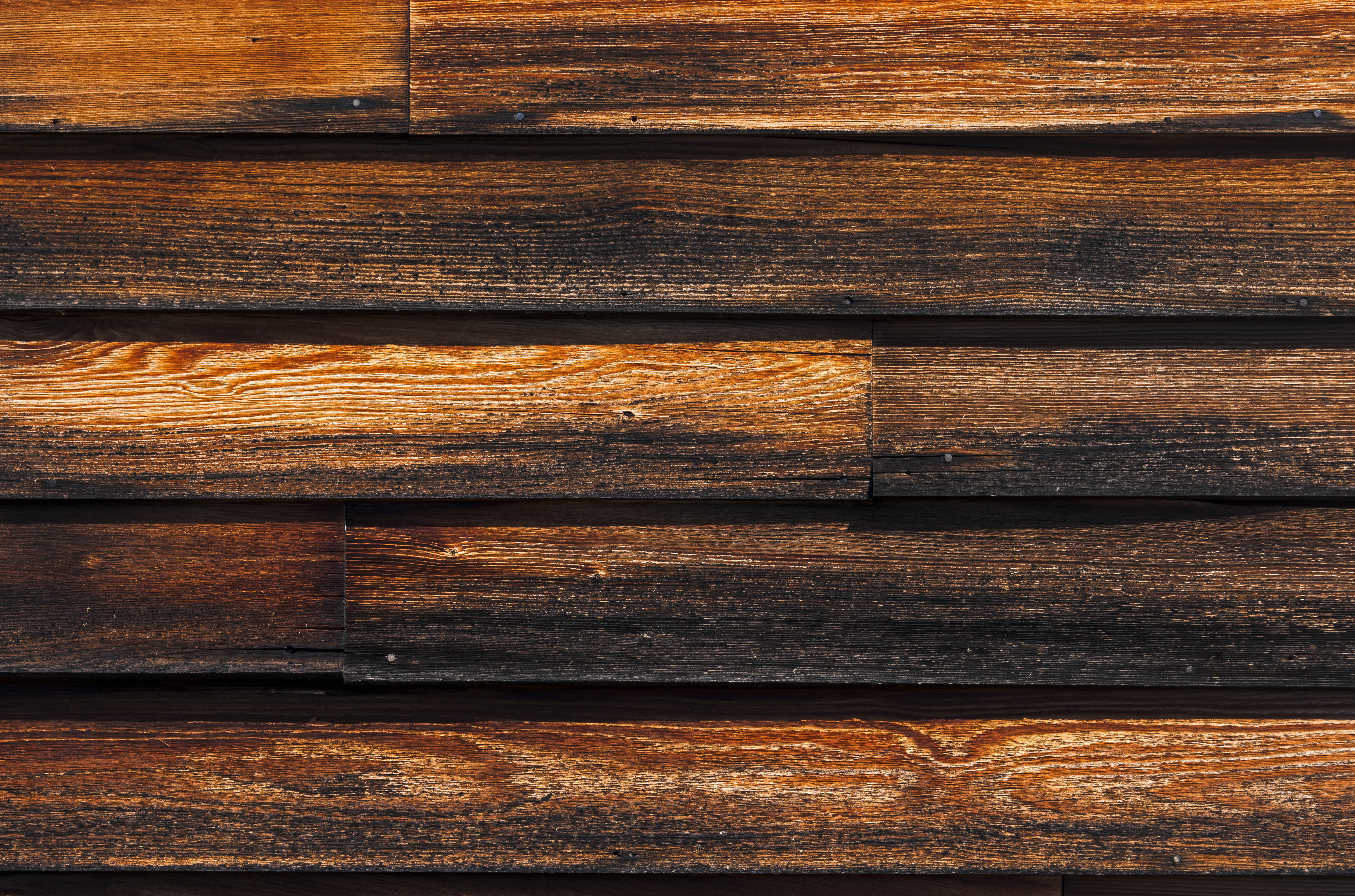
لوح تلبيس مصبوغ باللون البني الداكن
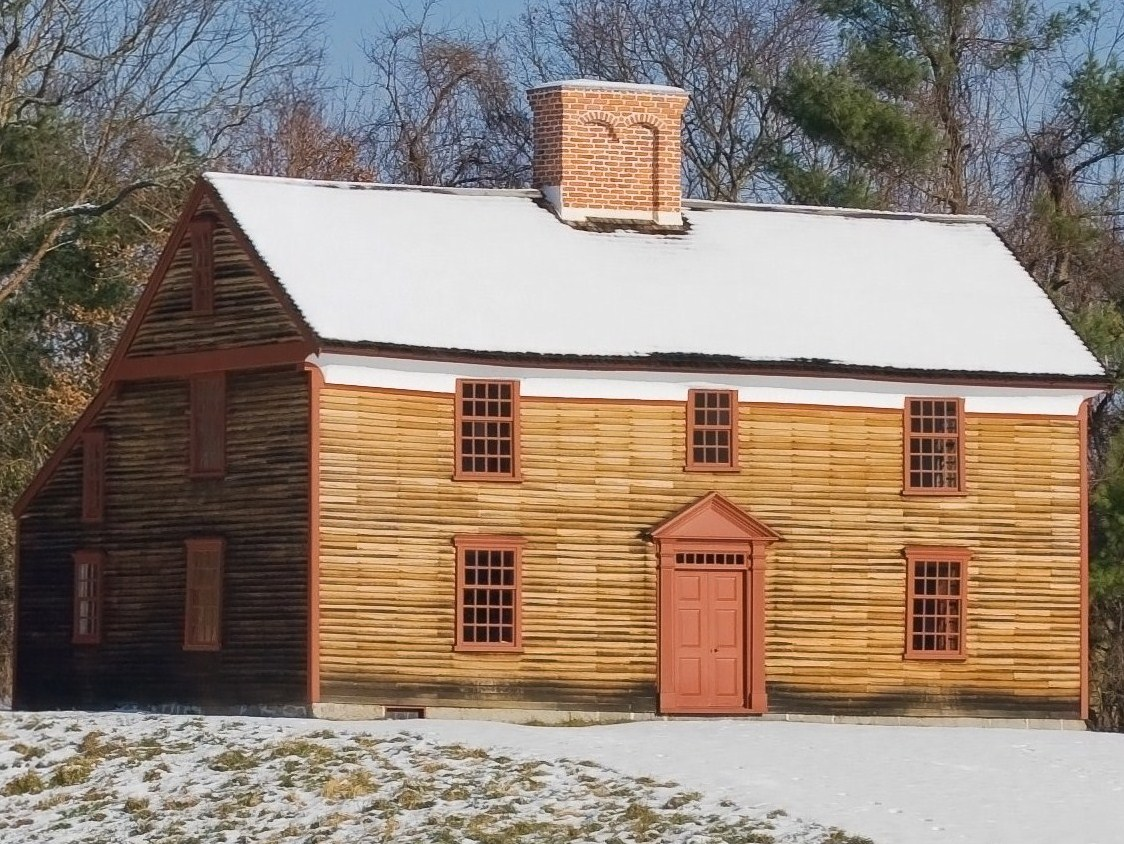
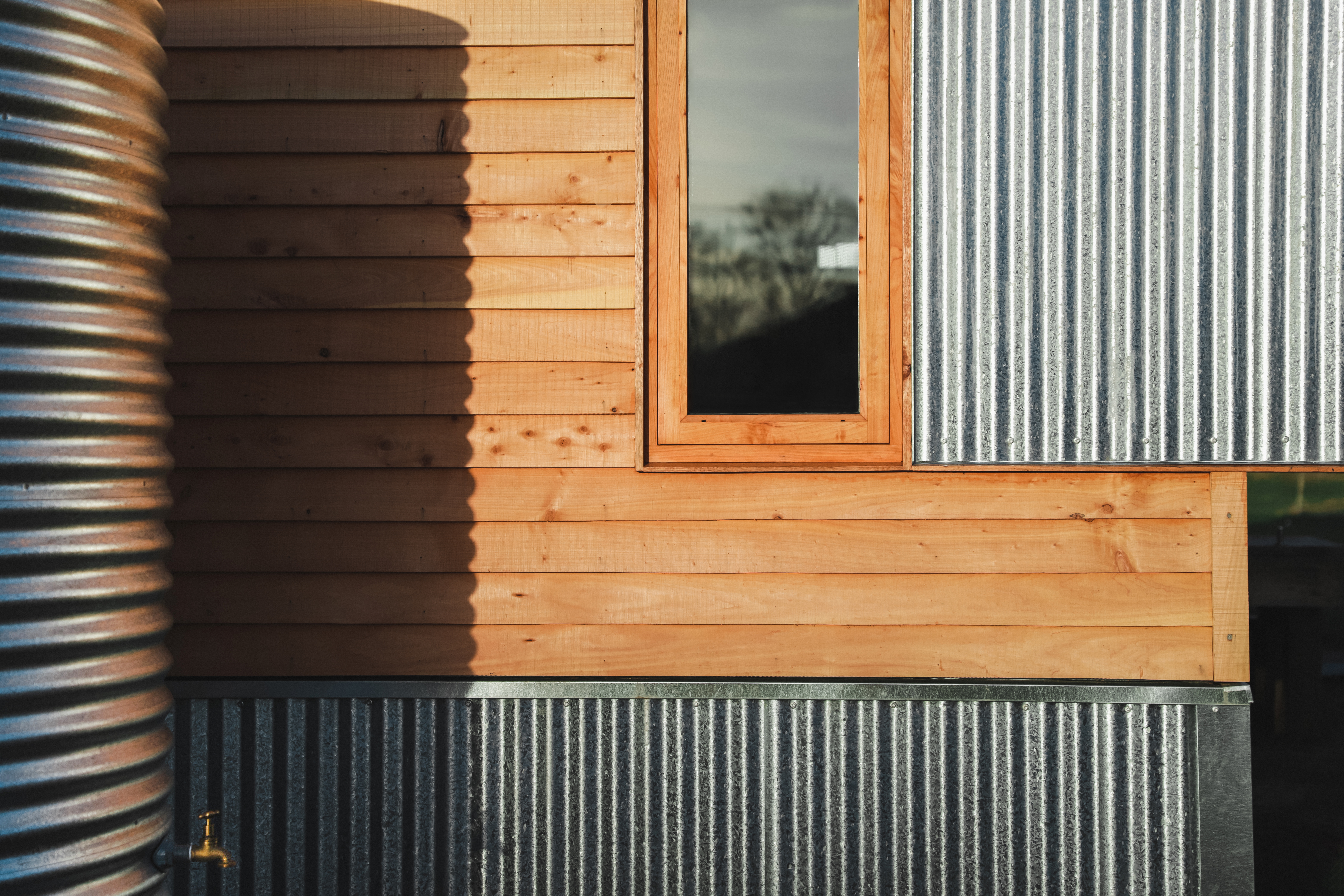
الاستخدام المعاصر للوح التلبيس المجلفن المموج في أسترالية
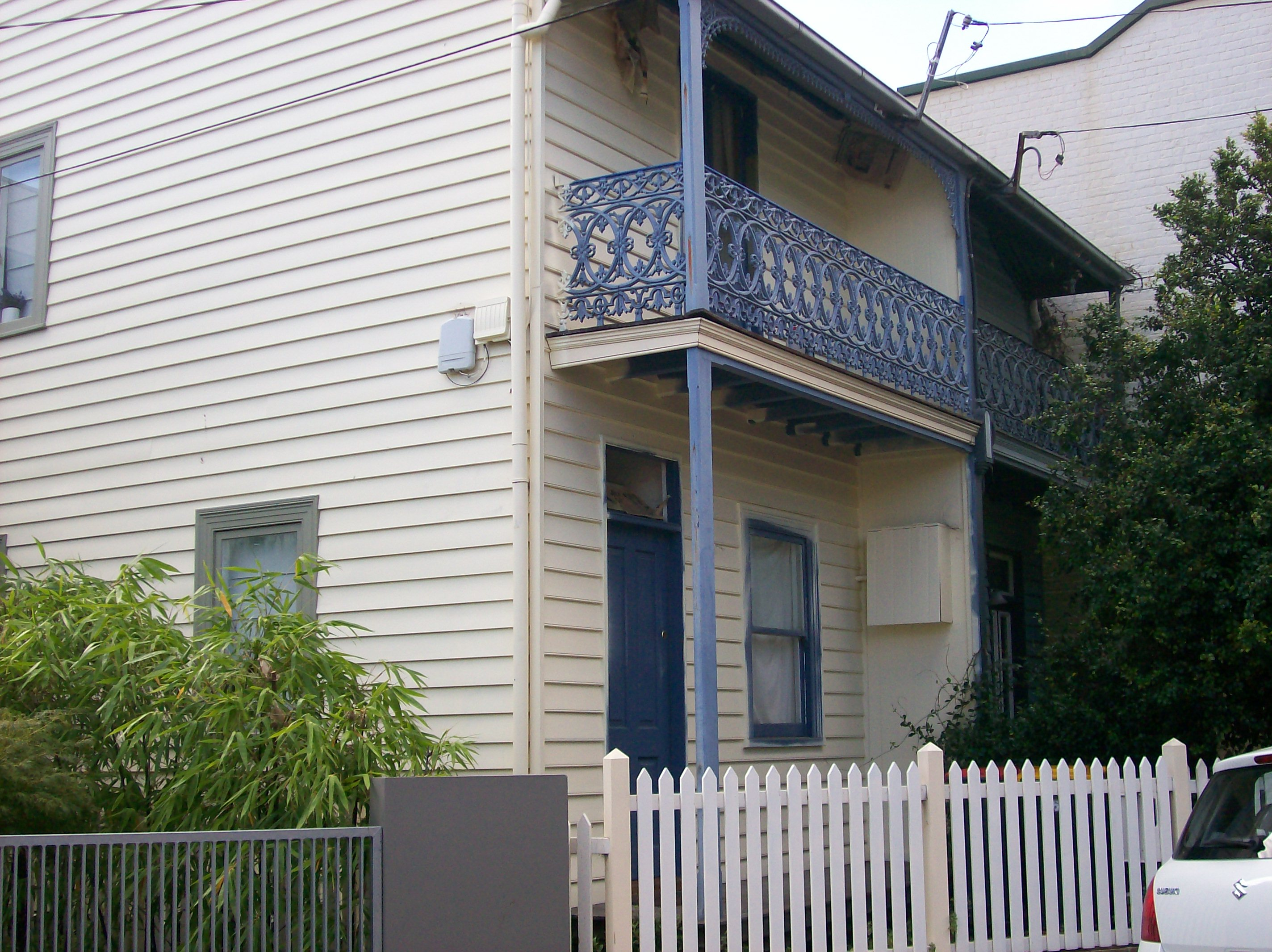